# Margaret H. Wright

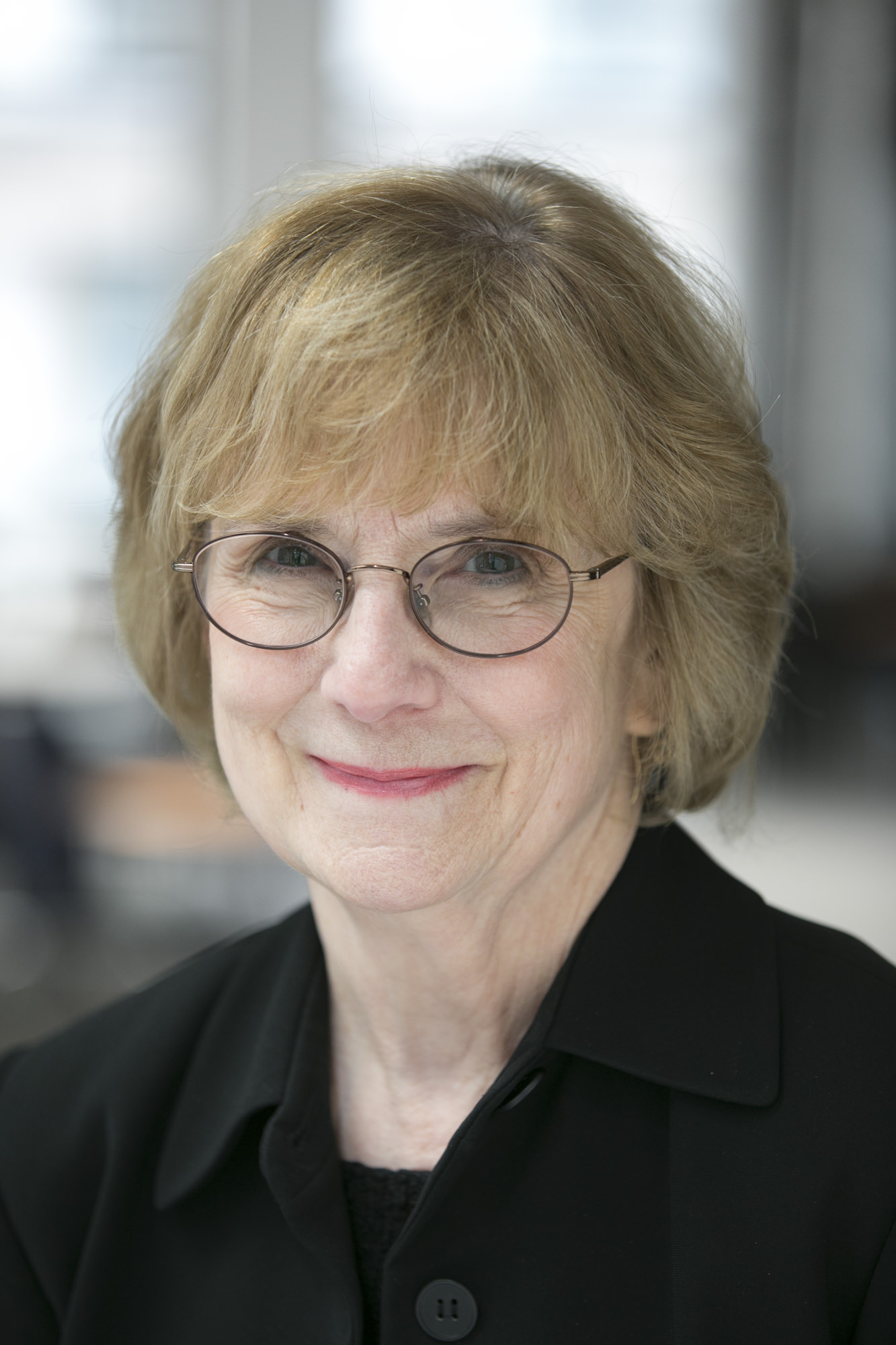
Margaret H. Wright, 2016

Margaret Hagen Wright (* 18. Februar 1944 in Hanford, Kalifornien) ist eine US-amerikanische Mathematikerin. Sie befasste sich mit Optimierung, wissenschaftlichem Rechnen (Scientific Computing) und numerischer linearer Algebra.

## Leben
Wright wuchs in Hanford und Tucson auf und studierte Informatik an der Stanford University. Dort promovierte sie 1976 nach einigen Jahren als Programmiererin bei GTE Sylvania mit der Dissertation Numerical methods for nonlinearly constrained optimization. Ihr Doktorvater war Gene H. Golub. Danach forschte sie weiter über Optimierung in Stanford im Systems Optimization Laboratory der Fakultät für Operations Research, bevor sie 1988 zu den Bell Laboratories ging, wo sie schließlich 1993 Distinguished Member und 1997 Bell Lab Fellow wurde. 1997 bis 2001 leitete sie dort die Forschung in Scientific Computing. 2001 wurde sie Professor am Courant Institute of Mathematical Sciences of New York University.
1995 bis 1996 war sie Präsidentin der SIAM. 1997 wurde sie in die National Academy of Engineering aufgenommen, 2001 in die American Academy of Arts and Sciences und 2005 in die National Academy of Sciences. 2013 wurde sie Ehrenmitglied der London Mathematical Society. 2002 erhielt sie den Award for Distinguished Public Service der American Mathematical Society, deren Fellow sie ist. 1994 bis 1998 war sie im Beratungsausschuss für Mathematik und Physik der National Science Foundation, davon 1997/98 als Leiterin. Sie ist im wissenschaftlichen Rat des MSRI. Sie ist Herausgeberin des SIAM Review und Mitherausgeberin mehrere weiterer SIAM Zeitschriften. 2000 hielt sie die Noether Lecture, 2019 hält sie die John von Neumann Lecture.

## Wirken
Wright leistete bedeutende Beiträge zur numerischen Lösung von Optimierungsproblemen, die sowohl die Theorie als auch die Praxis der Optimierung tiefgreifend beeinflusst haben. Ihre Forschungen umfassen ein breites Spektrum, darunter Optimierung, lineare Algebra, numerisches und wissenschaftliches Rechnen sowie Anwendungen in Wissenschaft und Technik. Sie verfasste in diesem Bereich zwei einflussreiche Bücher und zahlreiche Veröffentlichungen und technische Berichte. Wrights Arbeit hat die Entwicklung von Methoden zur numerischen Lösung von Optimierungsproblemen maßgeblich vorangetrieben, insbesondere durch ihre Vorreiterarbeit im Bereich der Barrieremethoden und ihre Beteiligung an der Entwicklung von Innenpunktmethoden. Diese Forschungen haben einen Einfluss auf die moderne Optimierungstheorie und deren Anwendungen in verschiedenen technischen und wissenschaftlichen Feldern.
Wrights gemeinsam mit Walter Murray und Philip E. Gill verfasstes Werk Practical Optimization gilt als grundlegendes Werk im Bereich der Optimierung, das trotz der rapiden Entwicklungen und Erweiterungen in der Disziplin seit seiner Veröffentlichung im Jahr 1981 weiterhin relevante Prinzipien bietet. Das Buch legt einen besonderen Schwerpunkt auf die praktische Anwendung von Optimierungsmethoden, einschließlich der Berücksichtigung endlicher Genauigkeit in Berechnungen und der Verwendung numerischer linearer Algebra, und dient als umfassender Leitfaden, der sowohl für Anfänger als auch für Fortgeschrittene geeignet ist. Mit seiner Behandlung unbeschränkter, linear beschränkter und nichtlinear beschränkter Optimierung, angereichert durch Modelle, Algorithmen und Ratschläge für die Praxis, zielt es auf die Nutzung durch Forscher und Anwender in den Feldern der Datenwissenschaft, des maschinellen Lernens und darüber hinaus.

## Auszeichnungen
- Gewählt zur National Academy of Engineering (1997)
- Noether Lecture, Preis der Association for Women in Mathematics (2000)
- Mitglied der American Academy of Arts and Sciences (2001)
- SIAM Award for Distinguished Service to the Profession (2000)
- AMS Award for Distinguished Public Service (2002)
- Fellow des Institute for Operations Research and the Management Sciences (2002)
- Ehrendoktorwürde (D. Math) der University of Waterloo (2003)
- Gewählt zur National Academy of Sciences (2005)
- Ehrendoktor der Königlichen Technischen Hochschule (KTH), Schweden (2008)
- Fellow der Society for Industrial and Applied Mathematics (SIAM) (2009)
- Fellow der American Mathematical Society (2012)
- Ehrenmitglied der London Mathematical Society (2013)
- Senior Fellow in der Simons Society of Fellows (2016)
- John von Neumann Award für bahnbrechende Beiträge zur numerischen Lösung von Optimierungsproblemen (2019)

## Schriften
- mit Philip E. Gill & Walter Murray: Practical Optimization. Academic Press, 1982
- dieselben: Numerical Linear Algebra and Optimization. Band 1. Addison-Wesley, 1990
- The interior-point revolution in optimization: History, recent developments, and lasting consequences. In: Bulletin AMS. Band 42, 2005, S. 39–56